# 임석진
임석진(林錫珍, 일본식 이름: 林原吉, 1892년 5월 19일 ~ 1968년 5월 13일)은 한국의 승려이다. 법명은 기산(綺山)이다.

## 생애
속성은 나주 임씨이다. 조계산 송광사 인근인 전라남도 승주군에서 출생했다. 13세 때인 1904년에 송광사에서 사미계를 받고 출가했다. 1915년 경성부에 불교중앙학림이 개교했을 때 송광사 공비생으로 뽑혀 제1회 입학생으로 입학했다. 임석진은 재학 중 우수한 성적을 냈으며, 1919년에 이 학교를 졸업하고 송광사로 돌아갔다.
1928년에 송광사 감무로 재직하면서 불교계 일본 시찰단의 일원으로 일본을 다녀왔다. 조선총독부가 후원하는 일본 시찰단 파견은 조선 승려 회유책의 일환이었으며, 시찰에 참가한 승려들은 차츰 친일적인 행보를 보였다. 임석진도 1932년에 대본산 송광사 주지로 총독부의 인가를 받으면서 이러한 경향이 점차 뚜렷해졌다.
1935년과 1936년에는 조선총독 우가키 가즈시게가 추진하는 심전개발 운동이 전국적으로 퍼져나갔다. 이때 송광사는 인근 농촌 지역에서 심전개발 순회 강연을 벌였다. 이때 임석진도 직접 "심전개발에 대하야" 등의 제목으로 강연을 했다. 송광사는 총독부가 보급하는 의례준칙에 부합하도록 불교식의 장례 절차를 개발하여 모의장례식을 실행하는 등 총독부 시책에 모범적으로 협조하였다.
중일 전쟁이 발발한 1937년에 임석진은 31대본산연합회의 부의장과 총본산 건설위원으로 선출되는 등 중앙 불교계에서 주요 보직을 맡고 있었다. 중일 전쟁 발발 8일 후인 7월 15일에 조선신궁에서 열린 국위선양 무운장구 기원제에 참석했으며, 송광사에서도 두 차례에 걸쳐 시국 행사를 여는 등 전쟁 지원에 동참했다. 국방헌금을 모금해 헌납하고, 경성역에 나가 일본군을 전송했다.
조선총독 미나미 지로는 1938년 전쟁 시국 속에서 임석진을 포함한 불교계 간부들을 총독 관저에 초청해 협조를 당부했다. 1940년 일본 도쿄에서 열린 황기 2600년 기념식에는 조선 불교계 전남 대표로 참석하기도 했다. 이 무렵 미나미의 강력한 황민화 정책으로 종교계는 탄압을 받았는데, 불교계도 1941년에 조선불교 조계종이라는 친일성이 강한 종단을 탄생시켰다. 임석진은 이 종단의 교무부장직을 맡았고, 조선 불교계 전체의 모금 정성으로 일본군에 비행기를 헌납하자는 결의를 주도했다. 국방헌금과 시국 행사 참여와 같은 행적은 1945년 광복 직전까지 계속되었다.
《불교》에 기고한 친일 기고문도 남아 있다. 1942년 발표한 〈파사현정(破邪顯正)〉에서는 태평양 전쟁을 성전이라고 부르면서, 일본군이 위로 일본 천황의 은혜에 보답하고 아래로는 국민의 뜻에 조응하여 세계 곳곳에 국기, 즉 일장기를 꽂고 있는데 감격해 마지않는다고 적고 있다. 이러한 감격에 환희만 할 것이 아니라 국가에 목숨을 바친 영령들의 노고에 애도하고 감사하자는 주장을 폈다.
광복 이틀 후인 1945년 8월 17일에 종단 간부직과 송광사 주지직에서 물러났으나, 1949년 전남교구 교구장이 되면서 대한민국 불교계에서 주요 직책을 맡았다. 1954년 대한불교중앙총무원의 총무원장에 올랐고, 이후 대처승과 비구승의 갈등 때 그 자신은 비구승이었으나 대처승 측에 섰다. 1961년 동국대학교 재단이사장, 1962년 대한불교조계종 총무원장 등을 지냈다.

## 사후
민족문제연구소가 2008년에 발표한 친일인명사전 수록예정자 명단 종교 부문에 포함되었다.

## 같이 보기
- 송광사

## 참고 자료
- 임혜봉 (2005년 3월 1일). 〈임석진 : 적극적 친일 승려였던 조선불교 조계종의 교무부장〉. 《친일 승려 108인》. 서울: 청년사. 573~587쪽쪽. ISBN 9788972783848.